# Eudonia lindbergalis
Eudonia lindbergalis là một loài bướm đêm trong họ Crambidae.